# 莫里茨·路德维希·格奥尔格·沃尔夫 (黑森)
莫里茨·路德维希·格奥尔格·沃尔夫（Moritz Ludwig Georg Wolf，2007年3月26日—），生于法兰克福。是德国前王室后裔，黑森王室首领多纳图斯的长子和第二个孩子。黑森王储。有一龙凤胎姐姐：保琳娜公主和一个弟弟：奥古斯特王子。